# リス属
リス属 (Sciurus) は、哺乳綱ネズミ目(齧歯目)リス科リス亜科に分類される属。
樹上性の毛の豊かな尾を持つリスで、30種が属し、北アメリカ、ヨーロッパ、温帯アジア、中央アメリカ、南アメリカに分布する。

## 分類

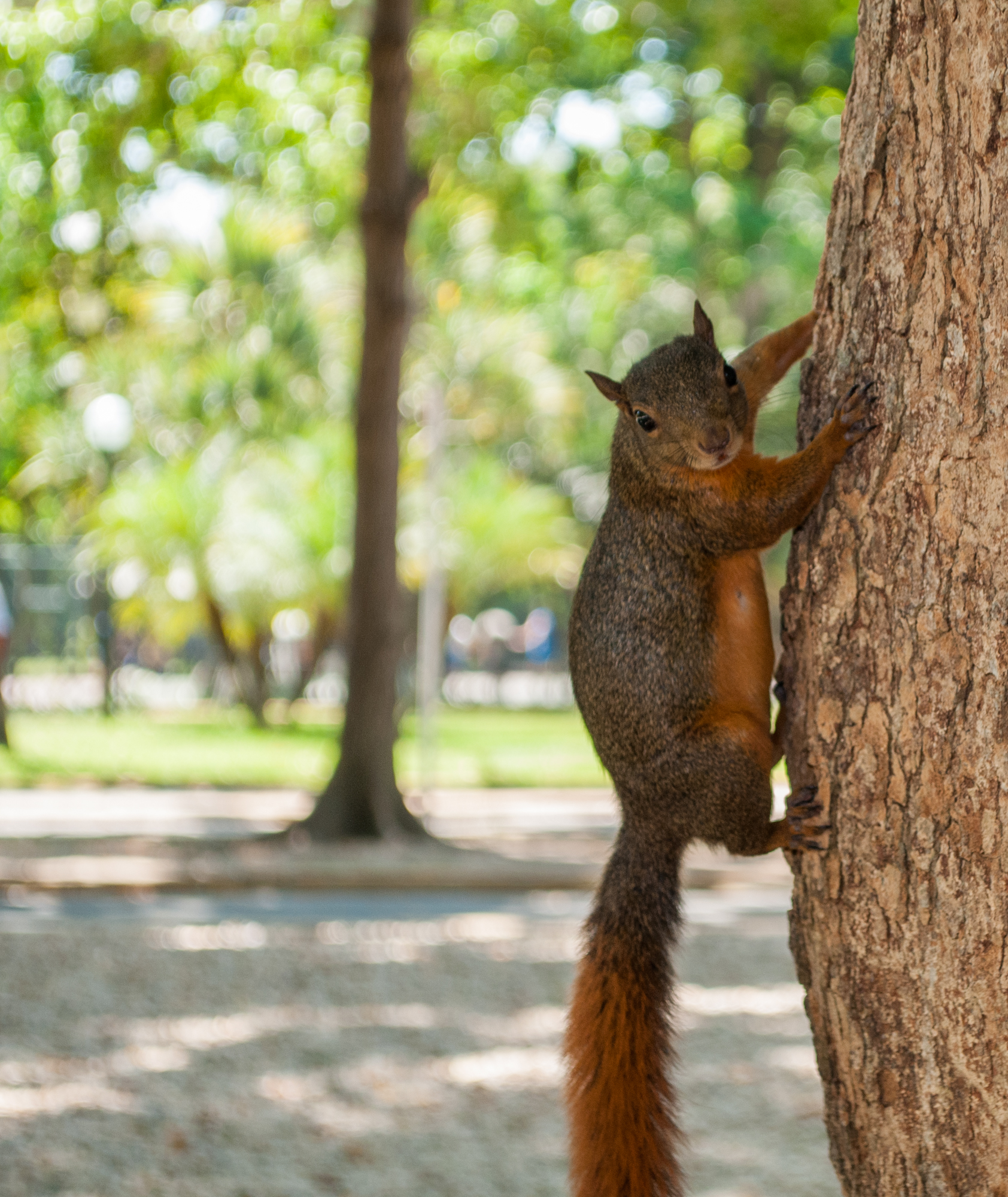
ベネズエラバレンシアの公園にて、コクモツリス

- リス属 Sciurus
  - Sciurus 亜属
    - アレンリス Sciurus alleni - メキシコ
    - アリゾナハイイロリス Sciurus arizonensis - アメリカ、メキシコ
    - アカハラハイイロリス Sciurus aureogaster - グアテマラからメキシコ
    - トウブハイイロリス Sciurus carolinensis - アメリカ、カナダ、（イギリス、南アフリカへ移入）
    - コリーリス Sciurus colliaei - メキシコ
    - デッペリス Sciurus deppei - メキシコからコスタリカ
    - ニホンリス Sciurus lis - 日本（本州、四国、九州）
    - ナヤリトリス Sciurus nayaritensis - メキシコ、アメリカ
    - トウブキツネリス Sciurus niger - アメリカ、メキシコ、カナダ
    - ピーターズリス Sciurus oculatus - メキシコ
    - カワリリス Sciurus variegatoides - メキシコ、アメリカ、パナマ
    - キタリス Sciurus vulgaris - ユーラシア大陸
    - ユカタンリス Sciurus yucatanensis - メキシコ、ベリーズ、グアテマラ

  - Otosciurus 亜属
    - アーベルトリス Sciurus aberti - アメリカ

  - Guerlinguetus 亜属
    - ブラジルリス Sciurus aestuans - ベネズエラからアルゼンチン
    - South Yungas Red Squirrel Sciurus argentinius
    - キノドリス Sciurus gilvigularis - ブラジル
    - コクモツリス Sciurus granatensis - エクアドル、ベネズエラからコスタリカ
    - アンデスリス Sciurus ignitus - ボリビア、ペルー、ブラジル、アルゼンチン
    - Atlantic Forest Squirrel Sciurus ingrami
    - コロンビアタカネリス Sciurus pucheranii - コロンビア
    - リッチモンドリス Sciurus richmondi - ニカラグア
    - サンボーンリス Sciurus sanborni - ペルー
    - ムギワラリス Sciurus stramineus - ペルー、エクアドル

  - Tenes 亜属
    - ペルシアリス Sciurus anomalus - トルコ、ザカフカス、イラン、シリア、イスラエル

  - Hadrosciurus 亜属
    - ホノオリス Sciurus flammifer - ベネズエラ、コロンビア
    - ペルータカネリス Sciurus pyrrhinus - ペルー

  - Hesperosciurus 亜属
    - セイブハイイロリス Sciurus griseus - アメリカ ワシントン州からカリフォルニア州

  - Urosciurus 亜属
    - アカハラリス Sciurus igniventris - ブラジル、コロンビア、ベネズエラ
    - クリイロリス Sciurus spadiceus - コロンビア、エクアドル、ペルー、ブラジル、ボリビア